# 下河站
下河站是一个京通线上的铁路车站，位于中华人民共和国北京市密云区高岭镇，建于1976年，目前为四等站，目前客运：办理旅客乘降；行李、包裹托运；货运：办理整车、零担货物发到。